# Wim Groeneveld
Willem (Wim) Groeneveld (Uithuizen, 20 november 1921 - Middelstum, 16 januari 2009) was een Nederlands politicus van het CDA.
Hij werd geboren als zoon van Enno Groeneveld (1893-1957; schoenmaker) en Hilligje Strijker (1896-1978). Hij was wethouder bij de gemeente Middelstum toen burgemeester Henk den Boon vertrok om burgemeester van Veere te worden. Groeneveld werd daarop in juli 1989 benoemd tot waarnemend burgemeester van Middelstum wat hij zou blijven tot die gemeente in 1990 ophield te bestaan en voor het grootste deel opging in de gemeente Loppersum. Begin 2009 overleed Groeneveld op 87-jarige leeftijd.